# Гута-Радориська
Гута-Радориська (пол. Huta Radoryska) — село в Польщі, у гміні Кшивда Луківського повіту Люблінського воєводства. Населення — 265 осіб (2011).
У 1975-1998 роках село належало до Седлецького воєводства.

## Демографія
Демографічна структура станом на 31 березня 2011 року:
|          | Загалом | Допрацездатний вік | Працездатний вік | Постпрацездатний вік |
| -------- | ------- | ------------------ | ---------------- | -------------------- |
| Чоловіки | 132     | 39                 | 81               | 12                   |
| Жінки    | 133     | 43                 | 60               | 30                   |
| Разом    | 265     | 82                 | 141              | 42                   |